# (584) Semiramis
(584) Semiramis – planetoida z pasa głównego asteroid okrążająca Słońce w ciągu 3 lat i 241 dni w średniej odległości 2,37 j.a. Została odkryta 15 stycznia 1906 roku w Landessternwarte Heidelberg-Königstuhl w Heidelbergu przez Augusta Kopffa. Nazwa planetoidy pochodzi od Semiramis, legendarnej królowej Asyrii. Przed jej nadaniem planetoida nosiła oznaczenie tymczasowe (584) 1906 SY.